# Zespoły przyrodniczo-krajobrazowe województwa łódzkiego

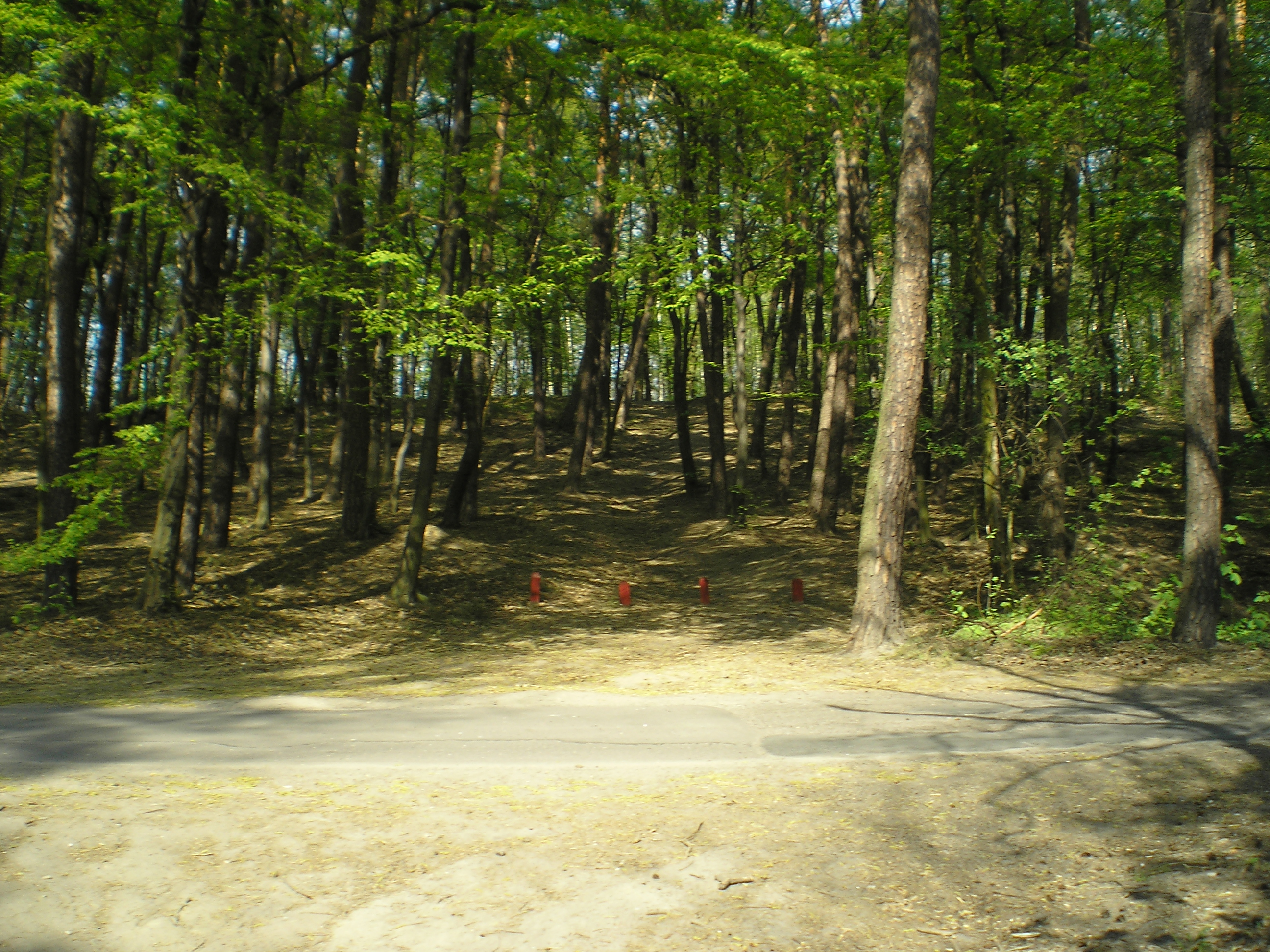
Las Popioły, fragment ZPK „Ruda Willowa”

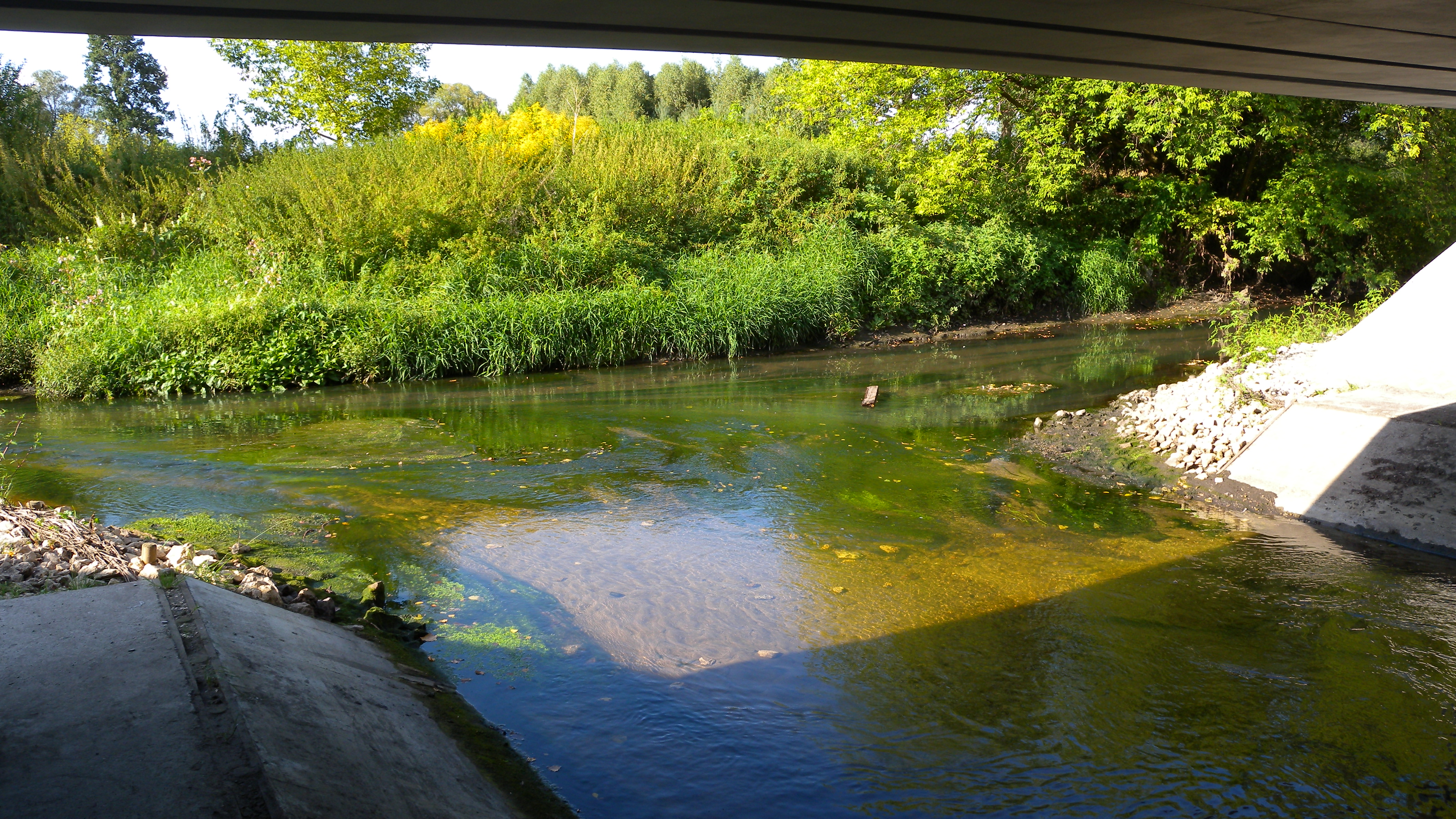
Ujście Dobrzynki w ZPK „Międzyrzecze Neru i Dobrzynki”

Zespoły przyrodniczo-krajobrazowe województwa łódzkiego
Według Ustawy o ochronie przyrody z 2004 roku zespoły przyrodniczo-krajobrazowe to:
„fragmenty krajobrazu naturalnego i kulturowego zasługujące na ochronę ze względu na ich walory widokowe i estetyczne”
W 2010 roku w województwie łódzkim istniało 36 takich zespołów o łącznej powierzchni 11 994,4 ha. Areały poszczególnych z nich wahały się od 0,82 ha w przypadku ZPK „Skarpa Jurajska” do 4007 ha w przypadku ZPK „Dolina Grabi”. Najczęściej tą formą ochrony przyrody obejmowane były doliny rzeczne i kompleksy leśne. Ponadto stosowano ją w przypadku założeń dworsko-parkowych i pałacowo-parkowych. Istnieje także wiele zespołów, gdzie ochroną objęte są zarówno obiekty przyrodnicze jak i kultury materialnej.

## Lista zespołów przyrodniczo-krajobrazowych województwa łódzkiego
Kompletny wykaz zespołów przyrodniczo-krajobrazowych wg stanu na 2010 rok
| Nazwa ZPK                                             | Rok powołania | Pow. (ha) | lokalizacja (gmina)                             | Obiekt                                                            |
| ----------------------------------------------------- | ------------- | --------- | ----------------------------------------------- | ----------------------------------------------------------------- |
| Borkowice                                             | 2001          | 507,38    | Dłutów                                          | kompleks leśny                                                    |
| Dąbrowa I                                             | 1996          | 55,98     | Dłutów                                          | starodrzew                                                        |
| Dąbrowa II                                            | 1996          | 142,84    | Dłutów                                          | starodrzew                                                        |
| Dobroń                                                | 2001          | 221,36    | Dobroń                                          | wydmy śródleśne i torfowiska                                      |
| Dolina Grabi                                          | 1998          | 4007,0    | Dobroń, Łask, miasto Łask, Sędziejowice, Widawa | dolina rzeczna z zabytkami kultury materialnej                    |
| Dolina Mrogi                                          | 1997          | 493       | Brzeziny, Rogów, Dmosin                         | dolina rzeczna z zabytkami kultury materialnej                    |
| Dolina Sokołówki                                      | 2010          | 219,78    | miasto Łódź                                     | krajobraz naturalny i kulturowy                                   |
| Działoszyński                                         | 1998          | 299,0     | Działoszyn                                      | krajobraz naturalny i kulturowy                                   |
| Górna Mrożyca                                         | 1998          | 105,0     | Brzeziny                                        | dorzecze górnego odcinka rzeki                                    |
| Góry Wapienne                                         | 1995          | 3,64      | Burzenin                                        | roślinność kserotermiczna                                         |
| Kolumna-Las                                           | 1993          | 365,0     | miasto Łask                                     | starodrzew, hist. drewniana zabudowa letniskowa                   |
| Lipnickie Błota                                       | 2005          | 721,9     | Goszczanów                                      | bagna i torfowiska, ostoja ptactwa                                |
| Luciejów                                              | 2001          | 139,93    | Sędziejowice                                    | wydma śródleśna, źródła wysiękowe, oczka wodne                    |
| Majowa Góra                                           | 1994          | 3,90      | Przedbórz (miasto)                              | kompleks leśno-historyczny w granicach miasta                     |
| Międzyrzecze Neru i Dobrzynki                         | 2010          | 217,02    | miasto Łódź                                     | doliny rzeczne z krajobrazem naturalnym i kulturowym              |
| Mogilno                                               | 2001          | 68,35     | Dobroń                                          | wydma eoliczna z borem sosnowym                                   |
| Nieborów                                              | 1998          | 46,35     | Nieborów                                        | łąki wilgotne, teren byłego lapidarium                            |
| Niemysłów                                             | 1996          | 4,52      | Poddębice                                       | starodrzew                                                        |
| Osjakowski                                            | 1998          | 2492,0    | Osjaków, Konopnica, Siemkowice                  | dolina Warty, odcinek ujściowy Wężnicy                            |
| Park Podworski w Zadzimiu                             | 2005          | 6,61      | Zadzim                                          | zabytkowy park podworski z pałacem                                |
| Park Zabytkowy w Sokolnikach                          | 2005          | 3,96      | Sokolniki                                       | park z pomnikowymi drzewami                                       |
| Parki Złoczewskie                                     | 2004          | 4,04      | Złoczew                                         | krajobraz przyrodniczy parków                                     |
| Poddębicki                                            | 2007          | 5,77      | miasto Poddębice                                | park miejski z bulwarem nad Nerem                                 |
| Renesansowe założenie Pałacowo-Parkowe w Działoszynie | 2005          | 2,34      | Działoszyn                                      | park z pałacem                                                    |
| Rochna                                                | 1998          | 21,95     | Brzeziny                                        | krajobraz naturalny źródlisk rzeki Mrogi, kompleks leśny          |
| Ruda Willowa                                          | 2009          | 225,23    | miasto Łódź                                     | dolina rzeczna z kompleksem leśnym, zabytkowe wille               |
| Sędziejowicki                                         | 1995          | 13,0      | Sędziejowice                                    | starodrzew                                                        |
| Skarpa Jurajska                                       | 2001          | 0,82      | Inowłódz                                        | zbocze doliny Pilicy z kościołem                                  |
| Sucha Dolina w Moskulach                              | 2010          | 161,89    | miasto Łódź                                     | krajobraz naturalny i kulturowy doliny denudacyjnej, las grądowy  |
| Uroczysko Zieleń                                      | 2004          | 77,67     | Uniejów                                         | kompleks leśny, użytki zielone                                    |
| Uroczysko Zieleń II                                   | 2006          | 15,68     | Uniejów                                         | użytki zielone, zadrzewienia, panorama zespołu zamkowo-pałacowego |
| Wzgórza Ożarowskie                                    | 1998          | 628,30    | Mokrsko                                         | krajobraz naturalny i kulturowy, były park dworski                |
| Zabytkowy Park Podworski w Czepowie Dolnym            | 2004          | 4,63      | Uniejów                                         | starodrzew byłego parku dworskiego                                |
| Zabytkowy Park w Buczku                               | 2004          | 1,60      | Buczek                                          | dawny park dworski                                                |
| Zwierzyniec Królewski                                 | 1994          | 572,32    | Skierniewice, Maków                             | kompleks leśny ze starodrzewiem i obiektami kulturowymi           |
| Źródła Neru                                           | 2010          | 134,07    | miasto Łódź                                     | krajobraz naturalny i kulturowy odcinka źródłowego rzeki          |

## Zespoły planowane i projektowane oraz o niejasnym statusie
Na terenie gminy Dobroń ma powstać:
- ZPK „Młynów nad Grabią” – miałby być to przekształcony ZPK „Dolina Grabi” po rewizji granic[2]

Na obszarze Parku Krajobrazowego Międzyrzecza Warty i Widawki planowano w 2008 roku utworzyć następujące ZPK:
- ZPK „Siemiechów Łąki” – kompleks łąk i zbiorowisk turzycowych o powierzchni 75,9 ha.
- ZPK „Wola Wężykowa” – zespół stawów rybnych wraz ze zróżnicowanym siedliskowo otoczeniem.
- ZPK „Widawa – Grabno – Rogóźno” – na obszarze 382 ha znajduje się węzeł hydrograficzny Widawki, Grabi i Niecieczy, gdzie można obserwować procesy geologiczne i hydrograficzne.
- ZPK „Zabłocie II” – suche lasy sosnowe i położone obok malownicze stawy, 94,2 ha.
- ZPK „Ochle” – duży obszar o powierzchni 356,4 ha porośnięty łąkami i roślinnością torfowiska niskiego, gniazdują tu licznie ptaki.
- ZPK „Las Zborowski” – śródlądowy bór wilgotny z licznymi stanowiskami rzadkich roślin.
- ZPK „Dolina Niecieczy” – naturalny charakter małej rzeki.

Ponadto niektóre źródła wymieniają:
- ZPK „Dolina rzeki Końskiej”[4]
- ZPK „Węzeł hydrograficzny Widawki-Grabi-Niecieczy”[4][5] – prawdopodobnie tożsamy z ZPK „Widawa – Grabno – Rogóźno”[3]